# Myiodynastes
Myiodynastes es un género de aves paseriformes perteneciente a la familia Tyrannidae que agrupa a especies nativas de la América tropical (Neotrópico), cuyas áreas de distribución se encuentran desde el extremo suroeste de Estados Unidos, a través de América Central y del Sur hasta el centro de Argentina. Algunas son migratorias desde el norte. Se les conoce por el nombre popular de bienteveos, y también atrapamoscas, benteveos, chileros, cazamoscas, papamoscas, mosqueros, entre otros.

## Etimología
El nombre genérico masculino «Myiodynastes» se compone de las palabras del griego «μυια muia, μυιας muias» que significa ‘mosca’, y «dunastēs » que significa ‘dictador’.

## Características
Las aves de este género son tiránidos grandes y robustos, midiendo entre 19,5 y 23 cm de longitud, con picos poderosos y que son ruidosos y visibles en áreas arbolizadas. Dos de las especies son notablemente estriadas. Sin embargo, esta separación todavía no es reconocida por otras clasificaciones.
Habitan en numerosos tipos de selvas y bosques, tropicales, subtropicales, o templados, tanto de llanura como de montaña.

## Taxonomía
La subespecie M. maculatus solitarius, distribuida ampliamente en el centro sur de Sudamérica, es considerada como especie plena Maculatus solitarius por Aves del Mundo (HBW) y Birdlife International (BLI) com base en diferencias morfológicas y de vocalización.
Los amplios estudios genético-moleculares realizados por Tello et al. (2009) descubrieron una cantidad de relaciones novedosas dentro de la familia Tyrannidae que todavía no están reflejadas en la mayoría de las clasificaciones. Siguiendo estos estudios, Ohlson et al. (2013) propusieron dividir Tyrannidae en cinco familias. Según el ordenamiento propuesto, Myiodynastes permanece en Tyrannidae, en una subfamilia Tyranninae Vigors, 1825, en una tribu Tyrannini Vigors, 1825, junto a Tyrannopsis, Megarynchus, Conopias (provisoriamente), Pitangus (con Philohydor), Machetornis, Myiozetetes, Phelpsia (provisoriamente), Empidonomus, Griseotyrannus y Tyrannus.

## Lista de especies
Según las clasificaciones del Congreso Ornitológico Internacional (IOC) y Clements Checklist/eBird, agrupa a las siguientes especies, con el respectivo nombre común de acuerdo con la Sociedad Española de Ornitología (SEO), u otro cuando referenciado:
| Imagen | Nombre científico                   | Autor                  | Nombre común                     | Estado de conservación | Distribución |
| ------ | ----------------------------------- | ---------------------- | -------------------------------- | ---------------------- | ------------ |
|        | Myiodynastes hemichrysus            | (Cabanis), 1861        | bienteveo ventridorado           | LC                     |              |
|        | Myiodynastes chrysocephalus         | (Tschudi), 1844        | bienteveo coronidorado           | LC                     |              |
|        | Myiodynastes bairdii                | (Gambel), 1847         | bienteveo de Baird               | LC                     |              |
|        | Myiodynastes luteiventris           | P.L. Sclater, 1859     | bienteveo ventriazufrado         | LC                     |              |
|        | Myiodynastes maculatus              | (Statius Müller), 1776 | bienteveo rayado (septentrional) | LC                     |              |
|        | Myiodynastes (maculatus) solitarius | (Vieillot, 1819)       | bienteveo rayado meridional      | LC                     |              |